# Stakčínska Roztoka
Stakčínska Roztoka (1927–1978 slowakisch „Stakčianska Roztoka“; ungarisch Zuhatag – bis 1907 sowie 1939–1945 Sztakcsinrosztoka) ist eine Gemeinde im Okres Snina (Prešovský kraj) im äußersten Osten der Slowakei mit 274 Einwohnern (Stand 31. Dezember 2024) in der traditionellen Landschaft Zemplín.

## Geographie

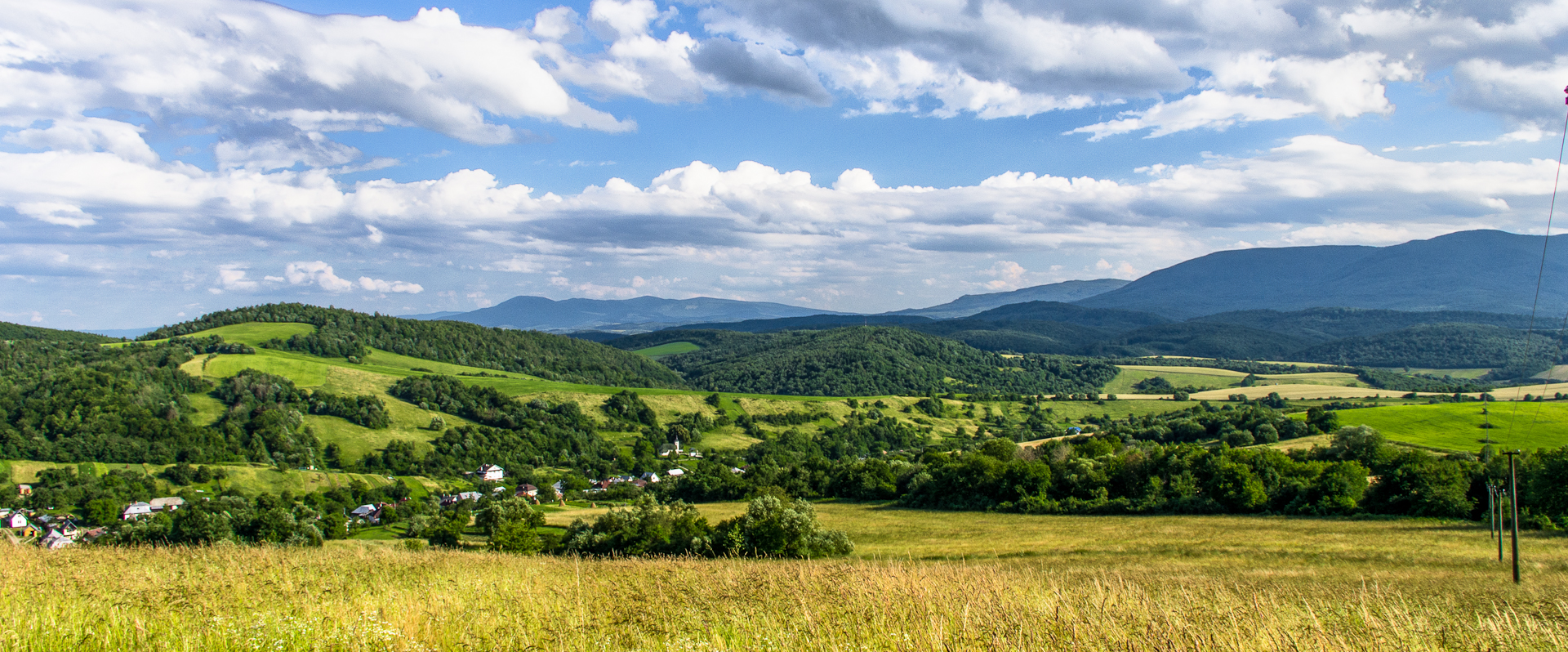
Stakčínska Roztoka

Die Gemeinde befindet sich im Vorgebirge Beskydské predhorie, unterhalb der geomorphologischen Einheit Nastaz des nordöstlich liegenden Gebirges Bukovské vrchy, am Bach Oľchovec im Einzugsgebiet der Cirocha. Das Ortszentrum liegt auf einer Höhe von 369 m n.m. und ist 11 Kilometer von Snina entfernt (Straßenentfernung).
Nachbargemeinden sind Stakčín im Süden, Westen und Norden, Príslop und Topoľa im Nordosten, über einen Berührungspunkt Kolbasov im Osten und Kalná Roztoka im Osten und Südosten.

## Geschichte
Stakčínska Roztoka wurde nach deutschem Recht gegründet und zum ersten Mal 1574 als Ztakczin Roztoka schriftlich erwähnt, weitere historische Bezeichnungen sind unter anderen Stakczin Raztoka (1635), Strosscžin Rostoka (1773) und Stasstinská Rostoka (1808). Das Dorf war Teil der Drugeth'schen Herrschaft von Humenné. Im 18. Jahrhundert stellte die Familie Bernáth die Gutsherren, im 20. Jahrhundert besaß die Familie Benyovszky Ortsgüter. 1720 gab es 14 verlassene und sechs bewohnte Haushalte. 1787 hatte die Ortschaft 49 Häuser und 309 Einwohner, 1828 zählte man 46 Häuser und 349 Einwohner, die als Drechsler, Viehzüchter und Waldarbeiter tätig waren.
Bis 1918 gehörte der im Komitat Semplin liegende Ort zum Königreich Ungarn und kam danach zur Tschechoslowakei beziehungsweise heute Slowakei. Nach 1918 waren die Einwohner weiterhin in traditionellen Erwerbstätigkeiten beschäftigt. Als Folge des Slowakisch-Ungarischen Kriegs war der Ort von 1939 bis 1944 noch einmal Teil Ungarns. Nach dem Zweiten Weltkrieg wurde 1949 der Ort elektrifiziert sowie die örtliche Einheitliche landwirtschaftliche Genossenschaft (Abk. JRD) gegründet und 1965 vom Staatsgut übernommen, ein Teil der Einwohner pendelte zur Arbeit in die Fabrik Vihorlat in Snina.

## Bevölkerung
| Jahr                | 1994 | 2004    | 2014    | 2024     |
| ------------------- | ---- | ------- | ------- | -------- |
| Anzahl der Personen | 325  | 335     | 333     | 274      |
| Unterschied         |      | +3,07 % | −0,59 % | −17,71 % |

| Jahr                | 2023 | 2024    |
| ------------------- | ---- | ------- |
| Anzahl der Personen | 277  | 274     |
| Unterschied         |      | −1,08 % |

Nach der Volkszählung 2011 wohnten in Stakčínska Roztoka 336 Einwohner, davon 262 Slowaken, 60 Russinen, acht Ukrainer sowie jeweils ein Deutscher und Tscheche. Vier Einwohner machten keine Angabe zur Ethnie.
304 Einwohner bekannten sich zur griechisch-katholischen Kirche, 15 Einwohner zur orthodoxen Kirche, sieben Einwohner zur römisch-katholischen Kirche und fünf Einwohner zur Evangelischen Kirche A. B. Bei fünf Einwohnern wurde die Konfession nicht ermittelt.

## Verkehr
Nach Stakčínska Roztoka führt nur die Cesta III. triedy 3891 („Straße 3. Ordnung“) von einer Kreuzung mit der Cesta I. triedy 74 („Straße 1. Ordnung“) in Stakčín heraus. Der nächste Bahnanschluss ist in Stakčín an der Bahnstrecke Humenné–Stakčín.